# Анорак
А̀норакът (от ескимоски Anoraq, мн. ч. А̀нораци ) е леко ветроустойчиво яке, изработено от плътна материя с качулка, предназначена да предпазва тялото от вятър и дъжд. Носи се над главата и без обичайната цепка с предно затваряне. По правило анораците се изработват от трудномокрещи се или водонепроницаеми материали. Аноракът е особено популярен сред активно спорутващите, а също и сред любителите на активния туризъм. Понякога се бърка с качулка.
Аноракът е съществена част от екипировката за катерене и туризъм. Отличителна черта на анорака, в сравнение с различни други видове леки якета, е наличието на голям джоб на гърдите-кенгуру и липсата на странични джобове, които не могат да се използват, когато носите раница, тъй като са покрити с колан. Ръкавите на Анорака имат маншети с ластик, така че вятърът и снегът да не проникват вътре в ръкава. За същата цел има затягане на капака и на дъното на анорака.
Името идва от думата на инуитите (ескимоси) за облекло, подобно на кройка. Инуитите правят анораци от плътни водоустойчиви материали (кожа на морски животни, риби), но сега такива плътни анораци са доста редки.
До началото на XXI век аноракът се е утвърдил здраво в западните страни и се използва почти навсякъде. Има много различни видове анорак: военни камуфлажни модели, които също са търсени от ловците. Тези якета са все още популярни сред катерачи, спортисти и любители на открито, като например спортен туризъм.